# Neuenburg am Rhein
Neuenburg am Rhein este o localitate în districtul Breisgau-Hochschwarzwald, landul Baden-Württemberg, Germania.
1. ↑   http://www.statistik.baden-wuerttemberg.de/BevoelkGebiet/Bevoelkerung/01515020.tab?R=GS315076 Lipsește sau este vid: |title= (ajutor)